# Guy Boulliotte
Guy Boulliotte ou Bouillotte, né le 28 octobre 1724 à Arnay-le-Duc en Bourgogne et mort le 9 mars 1798 dans la même commune, est un ecclésiastique français, député du clergé aux États généraux de 1789. Il siège jusqu'à la fin de la session de l'Assemblée nationale constituante le 30 septembre 1791.

## Biographie

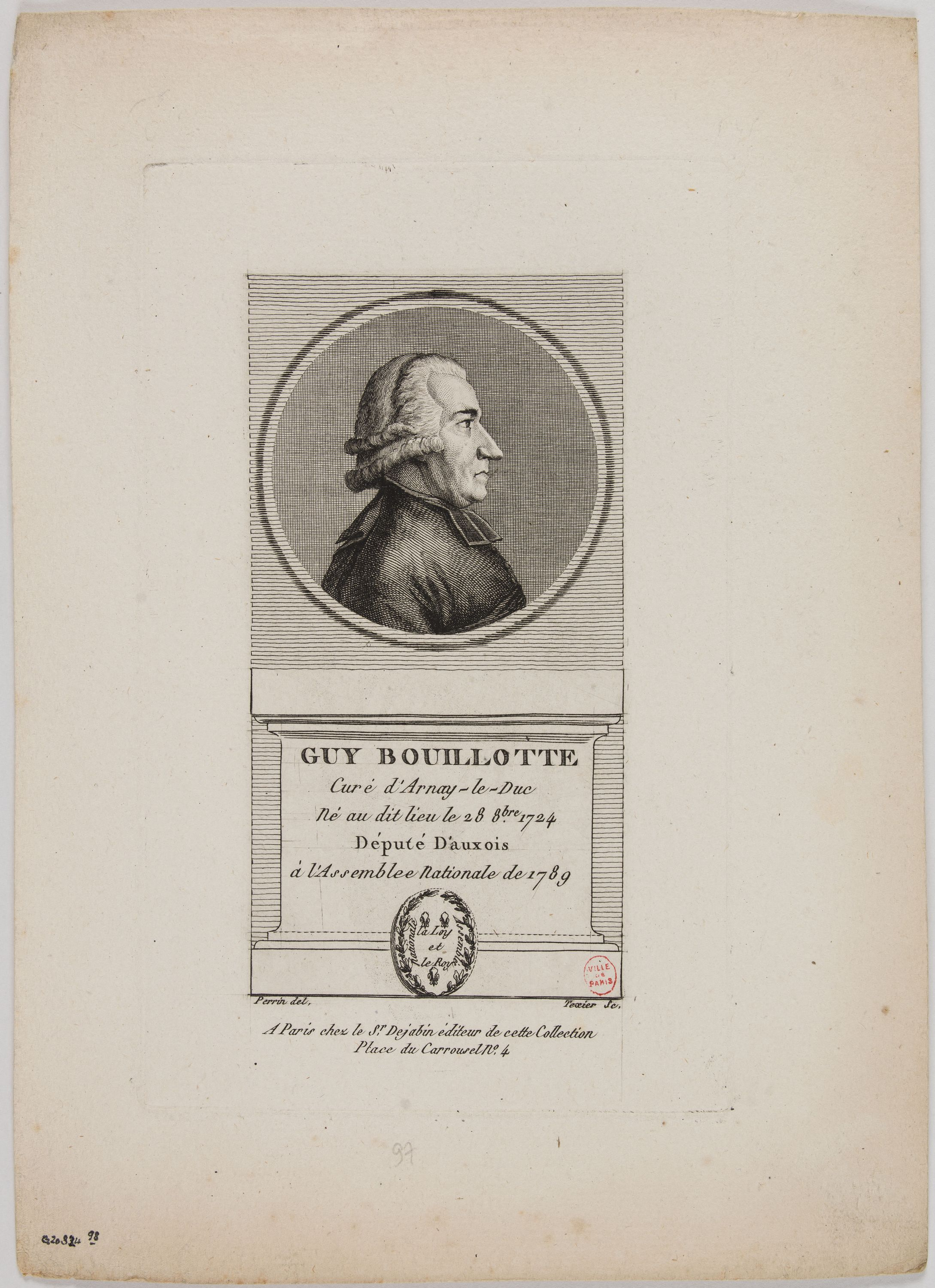
Guy Boulliotte. Collection des portraits des deputés a l'Assemblée nationale de 1789, musée Carnavalet, Paris.

Guy Boulliotte ou Bouillotte est né le 28 octobre 1724 à Arnay-le-Duc en Bourgogne,.
Il est curé d'Arnay-le-Duc,,.
Le 30 mars 1789,, il est élu député du clergé du bailliage de l'Auxois aux États généraux,,,.
À l'Assemblée nationale constituante, il prête le serment civique à la séance du 27 décembre 1790. Il siège jusqu'au 30 septembre 1791, date de la fin de la session de l'Assemblée constituante.
Il meurt le 9 mars 1798 à Arnay-le-Duc dans le département de la Côte-d'Or,.